# Henry Bruckner

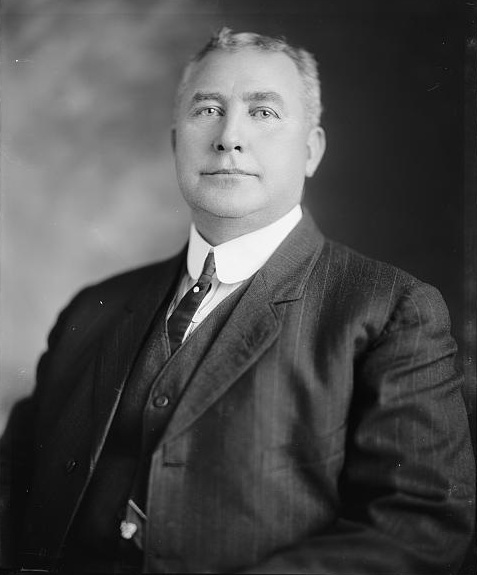
Henry Bruckner

Henry Bruckner (* 17. Juni 1871 in New York City; † 14. April 1942 ebenda) war ein US-amerikanischer Politiker. Zwischen 1913 und 1917 vertrat er den Bundesstaat New York im US-Repräsentantenhaus.

## Werdegang
Henry Bruckner besuchte Gemeinschaftsschulen und die High School in New York. 1892 ging er der Herstellung von Mineralwasser nach. Er saß 1901 in der New York State Assembly. Zwischen 1902 und 1905 war er Kommissar für öffentliche Bauarbeiten im Borough der Bronx. Politisch gehörte er der Demokratischen Partei an.
Bei den Kongresswahlen des Jahres 1912 für den 63. Kongress wurde Bruckner im 22. Wahlbezirk von New York in das US-Repräsentantenhaus in Washington, D.C. gewählt, wo er am 4. März 1913 die Nachfolge des Republikaners William Henry Draper antrat. Er wurde zweimal wiedergewählt und trat am 31. Dezember 1917 von seinem Sitz im US-Repräsentantenhaus zurück. Während seiner letzten Amtszeit hatte er den Vorsitz über das Committee on Railways and Canals.
Nach seiner Kongresszeit nahm er in New York City wieder seine früheren Geschäftsunternehmungen auf. Er ging auch Bankgeschäften nach. Zwischen 1918 und 1933 war er Borough-Präsident der Bronx. Er starb während des Zweiten Weltkrieges in New York City und wurde auf dem Woodlawn Cemetery beigesetzt.